# King's Cup Race
Pour les articles homonymes, voir King's Cup.
La King's Cup Race (Course de la coupe du roi) est une course aérienne annuelle britannique avec handicap, gérée par la Royal Aero Club Records Racing and Rally Association.
La première épreuve a eu lieu le 8 septembre 1922. L'événement est ouvert seulement aux pilotes britanniques, mais qui a fait inclure les membres du Commonwealth.
L'événement a été créé par le roi George V comme une incitation au développement de l'aviation légère et à la conception de moteur d'avion. La première course a été un parcours de 810 miles depuis l'aérodrome de Croydon, au sud de Londres, vers Glasgow, en Écosse, après un arrêt pour la nuit. Le vainqueur de la première course a été Frank L. Barnard, chef pilote de la Instone Air Line, dans un avion de transport de passagers Airco DH.4A.
Il n'y a pas eu de courses au cours de la Seconde Guerre mondiale (1939-1945), et le concours n'a repris qu'à partir de 1949. La course a été abandonnée en 1951, en raison du mauvais temps.

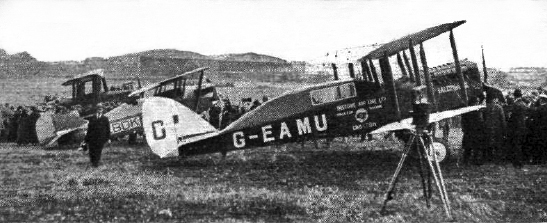
Airco DH.4A (G-EAMU), après avoir gagné la première King's Cup Race en 1922

## Palmarès
| Date               | Lieu              | Distance de la course en miles | Nombre de participants | Pilote vainqueur       | Avion                       | Identification | N° Course | Vitesse (miles) |
| ------------------ | ----------------- | ------------------------------ | ---------------------- | ---------------------- | --------------------------- | -------------- | --------- | --------------- |
| 9 septembre 1922   | Croydon           | 810                            | 22                     | Frank L. Barnard       | Airco DH.4A                 | G-EAMU         |           | 123.6           |
| 14 juillet 1923    | RAF Hendon        | 794                            | 17                     | Frank T. Courtney      | A.W. Siskin II              | G-EBEU         |           | 149             |
| 12 août 1924       | Lee-on-Solent     | 950                            | 10                     | Alan J. Cobham         | de Havilland DH.50          | G-EBFN         |           | 106.6           |
| 4 juillet 1925     | Croydon           | 1 608                          | 14                     | Frank L. Barnard       | A.W. Siskin V               | G-EBLQ         |           | 141.7           |
| 10 juillet 1926    | RAF Hendon        | 1 464                          | 14                     | Hubert S. Broad        | de Havilland DH.60 Moth     | G-EBMO         |           | 90.4            |
| 30 juillet 1927    | Hucknall          | 540                            | 16                     | W. L. Hope             | de Havilland DH.60 Moth     | G-EBME         | 5         | 92.8            |
| 20 juillet 1928    | Brooklands        | 1 097                          | 36                     | W. L. Hope             | de Havilland DH.60 Moth     | G-EBYZ         | 7         | 105.5           |
| 6 juillet 1929     | Heston            | 1 170                          | 41                     | R. L. R. Atcherley     | Gloster Grebe II            | J7520          | 39        | 150             |
| 5 juillet 1930     | Hanworth          | 753,25                         | 88                     | Miss Winifred Brown    | Avro Avian III              | G-EBVZ         | 55        | 102.75          |
| 25 juillet 1931    | Heston            | 983                            | 40                     | E. C. T. Edwards       | Blackburn Bluebird IV       | G-AACC         |           | 117.8           |
| 9 juillet 1932     | Brooklands        | 1 223                          | 42                     | W. L. Hope             | de Havilland Fox Moth       | G-ABUT         | 7         | 124.25          |
| 8 juillet 1933     | Hatfield          | 831                            | 42                     | Geoffrey de Havilland  | de Havilland Leopard Moth   | G-ACHD         | 23        | 139.51          |
| 14 juillet 1934    | Hatfield          | 801                            | 41                     | Harry M. Schofield     | GAL Monospar ST-10          | G-ACTS         | 15        | 134.16          |
| 7 septembre 1935   | Hatfield          | 801                            | 43                     | Tommy Rose             | Miles M.3B Falcon Six       | G-ADLC         |           | 176.28          |
| 11 juillet 1936    | Hatfield          | 1,380                          | 26                     | Charles E. Gardner     | Percival Vega Gull          | G-AEKE         | 6?        | 164.47          |
| 11 septembre 1937  | Hatfield          | 1 443                          | 27                     | Charles E. Gardner     | Percival Mew Gull           | G-AEKL         | 4         | 233.7           |
| 2 juillet 1938     | Hatfield          | 1 102                          | 19                     | Alex Henshaw           | Percival Mew Gull           | G-AEXF         | 22        | 236.25          |
| 30 juillet 1949    | Elmdon            | 60                             | 36                     | J. Nat Somers          | Miles M.65 Gemini 3         | G-AKDC         | 9         | 164.25          |
| 17 juin 1950       | Pendeford         | 186                            | 36                     | Edward Day             | Miles M.14 Hawk Trainer 3   | G-AKRV         | 14        | 138.5           |
| 12 juillet 1952    | Woolsington       | 131,2                          | 12                     | C. Gregory             | Taylorcraft Plus D          | G-AHGZ         | 5         | 113,5           |
| 21 juin 1953       | Rochford          | 59,34                          | 12                     | Pat Fillingham         | DHC-1 Chipmunk 22           | G-AKDN         | 54        | 142             |
| 19 juin 1954       | Baginton          | 68                             | 15                     | Harold Wood            | Miles M.38 Messenger 2A     | G-AKBO         | 38        | 133             |
| 20 août 1955       | Baginton          | 68                             | 15                     | Peter S. Clifford      | Percival Mew Gull           | G-AEXF         | 97        | 213,5           |
| 21 juillet 1956    | Baginton          | 68                             | 16                     | James H. Denyer        | Auster J/1N Alpha           | G-AJRH         | 7         | 124             |
| 14 juillet 1957    | Baginton          | 40,6                           | 35                     | Fred Dunkerley         | Miles M.77 Sparrowjet       | G-ADNL         | 98        | 228             |
| 12 juillet 1958    | Baginton          | 71,6                           | 21                     | James H. Denyer        | DH.82A Tiger Moth           | G-AIVW         | 30        | 118.5           |
| 11 juillet 1959    | Baginton          | 72                             | 21                     | A. J. Spiller          | Percival Proctor 3          | G-AHFK         | 64        | 143             |
| 9 juillet 1960     | Baginton          | 68,36                          | 21                     | John de M. Severne     | Druine D.31 Turbulent       | G-APNZ         | 7         | 109             |
| 15 juillet 1961*   | Baginton          | 72                             | 21                     | H. Brian Iles          | Miles M.18                  | G-AHKY         | 35        | 142             |
| 18 août 1962       | Baginton          | 67,5                           | 21                     | Peter S. Clifford      | Tipsy Nipper 2              | G-ARDY         | 11        | 101             |
| 5 août 1963        | Baginton          | 72                             | 22                     | Paul G. Bannister      | Tipsy Nipper 3              | G-APYB         | 10        | 102.5           |
| 1er août 1964      | Baginton          | 72                             | 22                     | Dennis M. Hartas       | LeVier Cosmic Wind          | G-ARUL         | 75        | 185             |
| 21 août 1965       | Baginton          | 40                             | 12                     | John Stewart-Wood      | Cessna 172C                 | G-ARYS         | 34        | 131.5           |
| 12 août 1966       | Baginton          | 66                             | 16                     | John A.C. Miles        | DHC-1 Chipmunk 22           | G-APTS         | 23        | 135             |
| 19 août 1967       | Tollerton         | 75                             | 17                     | Charles B.G. Masefield | N.A. P-51D Mustang          | N6356T         | 100       | 277.5           |
| 24 août 1968       | Tollerton         | 79,2                           | 16                     | F.R.E. Hayter          | DH.87B Hornet Moth          | G-ADKM         | 42        | 121             |
| 12 juillet 1969    | Rochester         | 50                             | 16                     | Robin D'Erlanger       | Druine D.31 Turbulent       | G-ASAM         | 3         | 99.5            |
| 28 juin 1970       | Tollerton         | 95                             | 26                     | Mike Pruden            | Champion 7ECA Citabria      | N7566F         | 118       | 129.5           |
| 14 août 1971       | White Waltham     | 155,5                          | 30                     | J. Bradshaw            | Percival P.56 Provost       | G-AWPH         | 33        | 204.5           |
| 15 juillet 1972    | Booker            | 120                            | 58                     | Stan Warwick           | Glos-Airtourer T4           | G-AZBE         | 95        | 164.5           |
| 9 septembre 1973   | Cranfield         | 112,5                          | 28                     | H.W. Bonner            | DHC-1 Chipmunk 22           | G-ARWB         | 77        |                 |
| 29 septembre 1974  | Tees-side         |                                |                        | Jan Behrman            | Piper PA-24 Comanche        |                | 70?       | 186,6           |
| 28 septembre 1975  | Baginton          | 68?                            | 21                     | John Cull              | Bölkow Bo 208C Junior       |                |           | 128,66          |
| 15 août 1976       | Baginton          | 102                            | 18                     | A.J. Spiller           | Cessna 180                  | G-ASIT         | 64        | 162,89          |
| 11 septembre 1977  | Baginton          |                                | 18                     | Andrew Chadwick        | Rollason Beta               | G-AWHX         | 33        | 197,19          |
| 17 septembre 1978  | Thruxton          | 102                            | 22                     | John Stewart-Wood      | Piper PA-34 Seneca          | G-BDRI         | 34        | 200.48          |
| 9 septembre 1979   | Jurby, Ile de Man |                                | 25                     | Ian Dalziel            | Miles M.3A Falcon Major     | G-AEEG         | 54        | 136,3           |
| 21 septembre 1980  | Finningley        | 103                            |                        | A.J. Spiller           | Cessna 180                  | G-ASIT         | 64        |                 |
| 19 September 1981  | Finningley        | 103                            | 22                     | Josephine O'Donnell    | Piper PA-18 Super Cub       | G-NICK         | 103       | 102             |
| 4 septembre 1982   | Finningley        |                                |                        | Geoffrey Richardson    | Bolkow Bo 209 Monsun        | G-AZOB         | 104       | 154.81          |
| 17 septembre 1983  | Finningley        | 105                            | 29                     | Don Sainsbury          | Piper PA-28R Cherokee Arrow |                |           | 166.54          |
| 15 septembre 1984  | St Athan          |                                |                        | K Fehrenback           |                             |                |           |                 |
| 15 septembre 1985  | Shoreham          |                                |                        | G Franks               | SIAI-Marchetti SF.260       | G-BDEN         | 69        |                 |
| 31 août 1986       | Thruxton          |                                |                        | S/Ldr C Hilliker       |                             |                |           |                 |
| 4 septembre 1988   | Leicester         |                                |                        | S/Ldr M Baker          |                             |                |           |                 |
| 3 septembre 1989   | Leicester         |                                |                        | R Hayes/R Nesbitt      |                             |                |           |                 |
| 2 septembre 1990   | Leicester         |                                |                        | A Hawley               |                             |                |           |                 |
| 1er septembre 1991 | Leicester         |                                |                        | S Jones                |                             |                |           |                 |
| 6 septembre 1992   | Leicester         |                                |                        | Peter Crispe           | Cessna 337F Skymaster       | G-AWVS         |           |                 |
| 5 septembre 1993   | Leicester         |                                |                        | Roger Hayes            |                             |                |           |                 |
| 4 septembre 1994   | Leicester         |                                |                        | Geoffrey Boot          | Cessna 340                  | N66SW          |           | 220             |
| 3 septembre 1995   | Leicester         |                                |                        | D Soul                 |                             |                |           |                 |
| 1er septembre 1996 | Leicester         |                                |                        | E Coventry             |                             |                |           |                 |
| 7 septembre 1997   | Leicester         |                                |                        | Melanie Willes         |                             |                |           |                 |
| 5 septembre 1999   | Leicester         |                                |                        | Roger Hayes            |                             |                |           |                 |
| 3 septembre 2000   | Leicester         |                                |                        | Milan Konstantinovic   |                             |                |           |                 |
| 9 septembre 2001   | Leicester         |                                |                        | J Spooner              | Cessna 182                  | G-CBIL         |           |                 |
| 8 septembre 2002   | Leicester         |                                |                        | S Ollier               |                             |                |           |                 |
| 6 septembre 2003   | Leicester         |                                |                        | Geoffrey Boot          | Beagle Pup 150              | G-TSKY         |           | 131             |
| 12 septembre 2004  | Leicester         |                                |                        | Phil Wadsworth         |                             |                |           |                 |
| 21 août 2005       | Shobdon           |                                |                        | Roger Hayes            |                             |                |           |                 |
| 13 août 2006       | Shobdon           |                                |                        | Nigel Reddish          | Vans RV-7                   | G-SEVN         | 777       |                 |
| 1er juillet 2007   | Sywell            |                                |                        | Neil Cooper            | Beagle Pup 150              | G-IPUP         | 12        |                 |
| 10 août 2008       | Sywell            |                                |                        | Nigel Reddish          | Vans RV-7                   | G-SEVN         | 777       |                 |
| 16 août 2009       | Sywell            |                                |                        | Richard Marsden        | Vans RV-6                   | G-TNGO         | 23        | 190             |
| 15 août 2010       | Sywell            |                                |                        | Roderick Morton        | Slingsby T67 Firefly        | G-KONG         | 293       |                 |
| 14 août 2011       | Sywell            | 120                            | 13                     | Malcolm Montgomerie    | Cessna 152                  | G-BJWH         | 72        | 116             |
| 19 août 2012       | Shobdon           | 97                             |                        | Gordon Bellerby        | Grumman AA-5B Tiger         | G-BXFW         | 82        | 124,5           |
| 18 août 2013       | Shobdon           | 97                             | 13                     | Geoffrey Boot          | Siai Marchetti SF260W       | G-NRRA         | 31        | 204             |

- En 1961, les avions conçus en dehors de la Grande-Bretagne et du Commonwealth ont été autorisés à participer.